# Fabricio Domínguez
Fabricio Domínguez Huertas (Montevideo, 24 giugno 1998) è un calciatore uruguaiano, centrocampista dello Sport Recife.

## Caratteristiche tecniche
È un centrocampista offensivo.

## Carriera
Cresciuto nel settore giovanile del Racing Club, per la stagione 2018-2019 viene ceduto in prestito al Tigre con cui debutta fra i professionisti disputando l'incontro di Primera B Nacional perso 2-1 contro il Quilmes. Il 4 marzo seguente esordisce anche in Coppa Libertadores nel match perso 2-0 contro il Palmeiras.

## Statistiche
Statistiche aggiornate al 25 novembre 2020.

### Presenze e reti nei club
| Stagione        | Squadra         | Campionato      | Campionato | Campionato | Coppe nazionali | Coppe nazionali | Coppe nazionali | Coppe continentali | Coppe continentali | Coppe continentali | Altre coppe | Altre coppe | Altre coppe | Totale | Totale | Totale |
| Stagione        | Squadra         | Comp            | Pres       | Reti       | Comp            | Pres            | Reti            | Comp               | Pres               | Reti               | Comp        | Pres        | Reti        | Pres   | Reti   |        |
| --------------- | --------------- | --------------- | ---------- | ---------- | --------------- | --------------- | --------------- | ------------------ | ------------------ | ------------------ | ----------- | ----------- | ----------- | ------ | ------ | ------ |
| 2019-2020       | Tigre           | PN              | 10         | 0          | CA              | 0               | 0               | CL                 | 2                  | 0                  |             | -           | -           | 12     | 0      |        |
| 2019-2020       | Racing Club     | PD              | 0          | 0          | CA+CP           | 0+1             | 0               | CL                 | 1                  | 0                  |             | -           | -           | 2      | 0      |        |
| Totale carriera | Totale carriera | Totale carriera | 10         | 0          |                 | 1               | 0               |                    | 3                  | 0                  |             | -           | -           | 14     | 0      |        |

## Palmarès
- Campionato Pernambucano: 1

Sport Recife: 2024